# Ngerulmud
Ngerulmud is sinds 2006 de hoofdstad van Palau. Hiertoe is destijds besloten omdat een paragraaf in de grondwet eiste dat, binnen tien jaar na de opstelling van de grondwet, de hoofdstad zich op het hoofdeiland Babeldaob diende te bevinden. Voordien was het grotere Koror de hoofdstad van Palau.
Ngerulmud is gelegen in de staat Melekeok. In 2010 had de plaats 271 inwoners. De hoofdstad van deze staat, Melekeok, bevindt zich maar een goede kilometer zuidoostelijker van Ngerulmud aan de eilandkust.